# Jungke (Karanganyar)
Jungke is een bestuurslaag in het regentschap Karanganyar van de provincie Midden-Java, Indonesië. Jungke telt 5603 inwoners (volkstelling 2010).